# سولفاتیازول
سولفاتیازول (به انگلیسی: Sulfathiazole) یک ترکیب آلی گوگرد دار است که به عنوان سولفونامید با اثر کوتاه مدت استفاده می‌شد. در گذشته، این ترکیب به عنوان یک داروی ضد میکروبی خوراکی و موضعی رایج بود، تا زمانی که جایگزین‌هایی با سمیت کمتر کشف شد.